# Darker Than Darkness -Style 93-
Darker Than Darkness -Style 93- (estilizado em minúsculas) é o sétimo álbum de estúdio da banda japonesa de rock Buck-Tick, lançado em 23 de junho de 1993 pela gravadora Victor Entertainment.
A faixa "Dress" foi remixada e usada como tema de abertura do anime Trinity Blood em 2005.

## Lançamento e recepção
Darker Than Darkness -Style 93- foi lançado em 23 de junho de 1993 e ficou em segundo lugar nas paradas da Oricon Albums Chart, vendendo cerca de 210,000 cópias.
Uma remasterização digital foi lançada em 19 de setembro de 2002, com duas faixas bônus, porém sem as faixas escondidas "Not T Dise" e "Kirameki No Naka De". Estas faixas escondidas apenas tiveram seus títulos revelados em uma revista.
Foi certificado como disco de ouro pela RIAJ em julho de 1993. Darker Than Darkness foi eleito um dos melhores álbuns de 1989-1998 em uma edição de 2004 da revista musical Band Yarouze.

## Faixas
| N.º            | Título                                                                | Letras         | Música         | Duração |  |
| 1.             | "Kirameki no Naka de..." (キラメキの中で...)                          | Sakurai        | Imai           | 4:41    |  |
| 2.             | "Deep Slow"                                                           | Sakurai        | Imai           | 4:32    |  |
| 3.             | "Yuuwaku" (誘惑)                                                      | Sakurai        | Hide           | 5:58    |  |
| 4.             | "Ao no Sekai" (青の世界)                                              | Sakurai        | Imai           | 4:57    |  |
| 5.             | "Kamikaze" (神風)                                                     | Imai           | Imai           | 4:45    |  |
| 6.             | "Zero"                                                                | Sakurai        | Imai           | 4:05    |  |
| 7.             | "Dress" (ドレス)                                                      | Imai           | Hide           | 6:22    |  |
| 8.             | "Lion"                                                                | Sakurai        | Imai           | 4:31    |  |
| 9.             | "Madman Blues -Minashigo no Yuuutsu-" (Madman Blues -ミナシ児ノ憂鬱-) | Imai           | Hide           | 5:12    |  |
| 10.            | "Die"                                                                 | Sakurai        | Imai           | 4:34    |  |
| Duração total: | Duração total:                                                        | Duração total: | Duração total: | 61:56   |  |

| Faixas escondidas |                                        |         |        |         |  |
| N.º               | Título                                 | Letras  | Música | Duração |  |
| 75.               | "Not T Dise"                           |         |        |         |  |
| 84.               | "Kirameki No Naka De" (キラメキの中で) |         |        |         |  |
| 93.               | "D-T-D"                                | Sakurai | Imai   | 6:42    |  |

| Faixas bônus da remasterização digital de 2002 |                                 |         |  |
| N.º                                            | Título                          | Duração |  |
| 1.                                             | "Dress" (AUX･SEND MIX)          | 7:41    |  |
| 2.                                             | "Die" (Versão single e ao vivo) | 5:25    |  |

## Ficha técnica

### Buck-Tick
- Atsushi Sakurai - vocal principal (vocais de apoio em "Madman Blues -Minashigo No Yuuutsu-")
- Hisashi Imai - guitarra solo, vocais de apoio (vocal principal em "Madman Blues -Minashigo No Yuuutsu-")
- Hidehiko "Hide" Hoshino - guitarra rítmica, piano, sintetizador
- Yutaka "U-ta" Higuchi - baixo
- Toll Yagami - bateria
- produzido por Buck-Tick

### Músicos adicionais
- Rie Hamada - vocais de apoio em "Dress"
- Kazutoshi Yokoyama - arranjamento em "Dress" e "キラメキの中で... (Kirameki No Naka De...)"

### Produção
- Osamu Takagi, Takafumi Muraki - produtores executivos
- Junichi Tanaka - diretor
- Hitoshi Hiruma - engenheiro de gravação e mixação
- Shigetoshi Naitoh, Takahiro Uchida - engenheiros de gravação
- Shigeo Azami - roadie
- Naoki Toyoshima - promotor chefe
- Hajime Shimokawa, Hitoshi Ojima - gerentes
- M. Hasui - fotografia
- Tomoharu Yagi - estilista